# Diocesi di Litomyšl

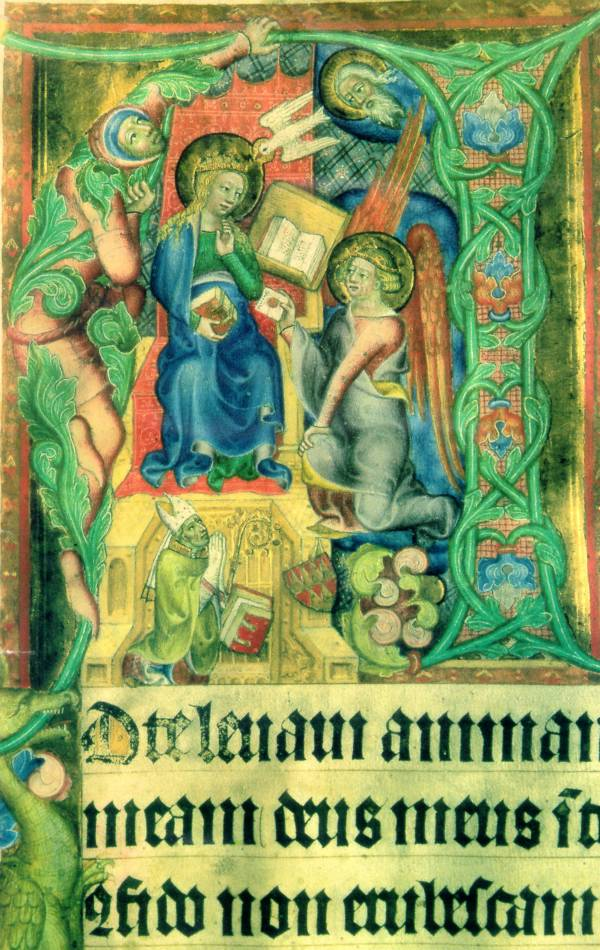
Miniatura da un messale appartenuto al vescovo Jan ze Středy. Il testo dice: «Ad te levavi animam meam, deus meus, in te confido, non erubescam». È l'introito della prima domenica d'Avvento.

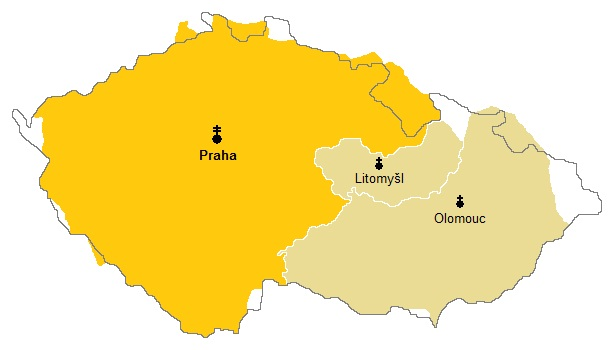
Mappa delle diocesi ceche nel XV secolo.

La diocesi di Litomyšl (in latino Dioecesis Lutomislensis) è una sede soppressa e sede titolare della Chiesa cattolica.

## Territorio
La diocesi si estendeva per lo più sulla parte orientale della Boemia e su una porzione della Moravia.
Sede vescovile era la città di Litomyšl, dove fungeva da cattedrale la chiesa di Santa Maria in Monte Oliveto, oggi non più esistente.
All'epoca dell'erezione il territorio della diocesi era suddiviso in 147 parrocchie, raggruppate in sei decanati: Chrudim (45 parrocchie), Lanškroun (16 parrocchie), Polička (17 parrocchie), Vysoké Mýto (39 parrocchie), Šumperk (22 parrocchie) e Úsov (8 parrocchie). Questi ultimi due decanati erano stati scorporati dalla diocesi di Olomouc, mentre i primi quattro erano appartenuti alla diocesi di Praga.

## Storia
La diocesi fu eretta il 30 aprile 1344 con la bolla Ex superne providencia di papa Clemente VI, e resa suffraganea della diocesi di Praga, contestualmente elevata al rango di sede metropolitana.
Il territorio tuttavia fu definito solamente il 12 aprile 1351, con due bolle distinte di Clemente VI: alla diocesi di Litomyšl furono assegnati 2 decanati, già appartenuti alla diocesi di Olomouc (oggi arcidiocesi), e 4 altri decanati, sottratti all'arcidiocesi di Praga.
Nel XV secolo, dopo le guerre hussite gli utraquisti divennero la maggioranza della popolazione della Boemia orientale. Ciò coincise con un rapido declino della diocesi.
Nel 1474 l'ultimo vescovo di Litomyšl Jan Bavor trasferì il capitolo a Svitavy.
Fino alla metà del XVI secolo sono ancora menzionati due amministratori della diocesi. Dopo la morte dell'ultimo di questi, i due canonici rimasti a Svitavy furono espulsi dalla città e trovarono riparo nel monastero dei premostratensi di Olomouc.
La diocesi fu de facto soppressa e aggregata all'arcidiocesi di Praga e alla diocesi di Olomouc.
Nel Seicento si cercò di restaurare la sede vescovile e questo tentativo portò all'erezione nel 1664 della diocesi di Hradec Králové, che sorge in parte sullo stesso territorio. 
Dal 1970 Litomyšl è annoverata tra le sedi vescovili titolari della Chiesa cattolica; dal 2 dicembre 2024 il vescovo titolare è Prokop Brož, vescovo ausiliare di Hradec Králové.

## Cronotassi

### Vescovi residenti

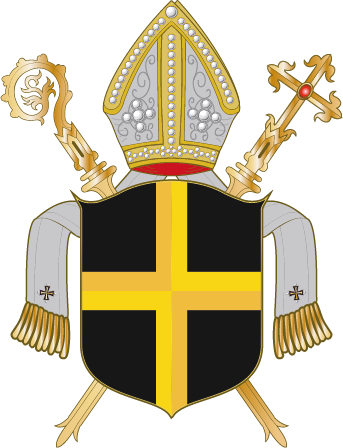
Stemma della diocesi di Litomyšl

- Jan I, O.Praem. † (30 aprile 1344 - 1353 deceduto)
- Jan ze Středy † (9 ottobre 1353 - 23 agosto 1364 nominato vescovo di Olomouc)
  - Mikuláš ? † (1364 - 6 agosto 1364 deceduto) (vescovo eletto)
- Albrecht von Sternberg † (23 agosto 1364 - 9 giugno 1368 nominato arcivescovo di Magdeburgo)
- Petr Jelito † (9 giugno 1368 - 13 ottobre 1371 nominato arcivescovo di Magdeburgo)
- Albrecht von Sternberg † (13 ottobre 1371 - 14 gennaio 1380 deceduto) (per la seconda volta)
- Jan Soběslav † (1380 - 1387 nominato vescovo di Olomouc)
- Jan Václav † (28 aprile 1389 - 1391 deceduto)
- Jan Železný † (1392 - 14 febbraio 1418 nominato vescovo di Olomouc)
  - Jan Železný † (14 febbraio 1418 - 1420 dimesso) (amministratore apostolico)
- Aleš z Březí † (13 maggio 1420 - 1441 deceduto)
- Matěj Kučka, O.Praem. † (1441 - 1449 deceduto)
  - Beneš ze Svitav † (prima del 1453 - dopo il 1457) (amministratore)
  - Jan † (menzionato nel 1458) (amministratore)
  - Eliáš Čech † (prima del 1468 - 1474) (amministratore)
- Jan Bavor, O.Praem. † (16 novembre 1474 - prima del 1478)
  - Eliáš Čech † (prima del 1478 - dopo il 1492) (amministratore, per la seconda volta)
  - Lukáš † (menzionato nel 1525) (amministratore)
  - Wolfgang † (menzionato nel 1554) (amministratore)

### Vescovi titolari
- Jaroslav Škarvada † (18 dicembre 1982 - 14 giugno 2010 deceduto)
- Pavel Konzbul (21 maggio 2016 - 26 maggio 2022 nominato vescovo di Brno)
- Prokop Brož, dal 2 dicembre 2024